# 17-cm-mittlerer Minenwerfer
Der 17-cm-mittlere Minenwerfer, kurz 17-cm-m. M.W., später 17-cm-mittlere Minenwerfer 16, war ein Minenwerfer des Deutschen Kaiserreiches und wurde im Ersten Weltkrieg eingesetzt.

## Entwicklung
Im Jahr 1911 wurde auf Anregung von Rheinmetall in Düsseldorf auf eigene Kosten ein mittlerer Minenwerfer entwickelt und gebaut. Daraus entstand 1912 der 17-cm-mittlere Minenwerfer, welcher im gleichen Jahr erprobt und getestet wurde. 1913 wurde er erstmals an die Truppen ausgeliefert. Im Laufe des Krieges wurde er leicht verändert und den Gegebenheiten an der Front angepasst. So erhielt der Minenwerfer in der neuen Art (n/A) ein leicht verlängertes Geschützrohr.

## Technische Beschreibung

### Alter Art (a/A)

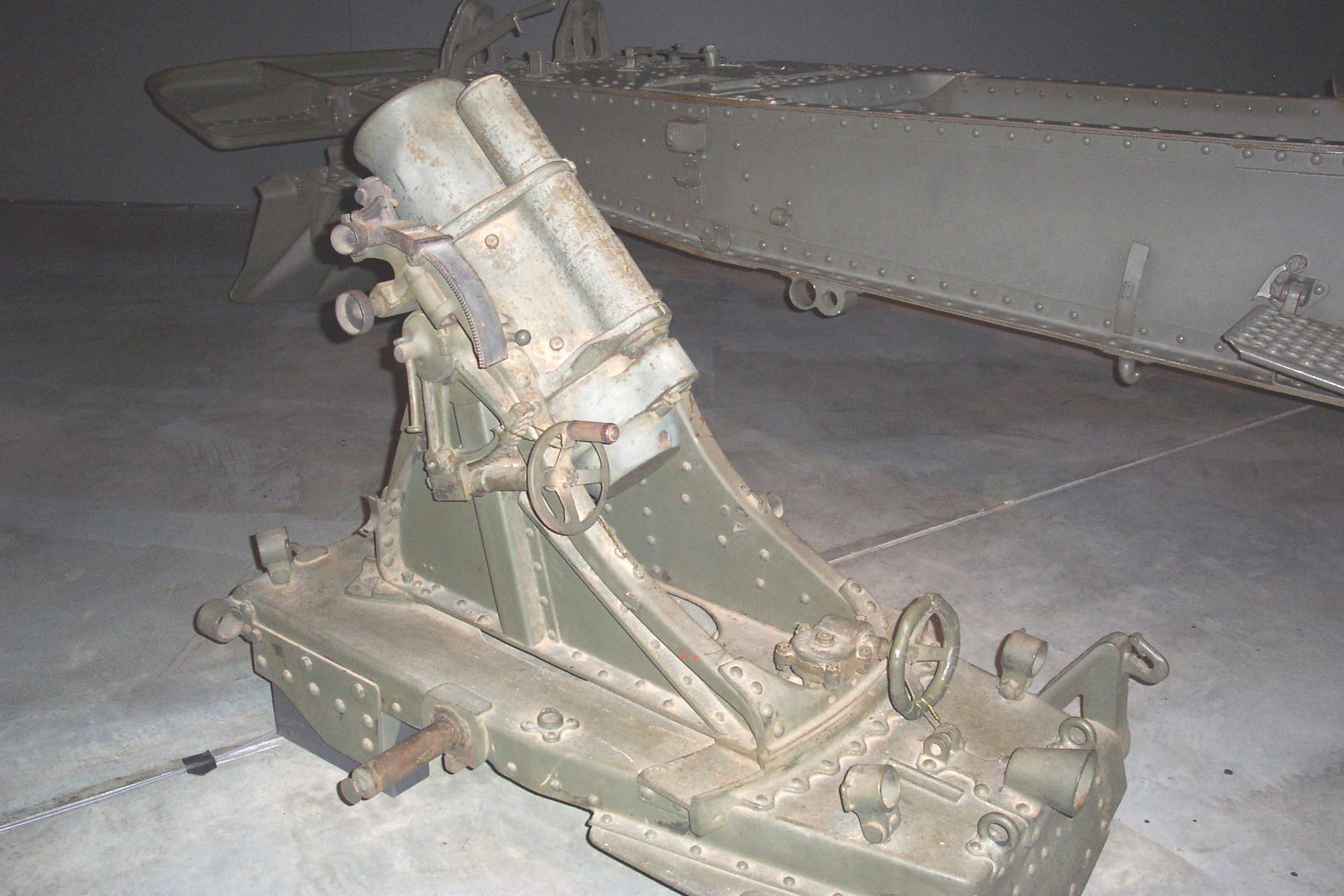
17-cm-mittleren Minenwerfer a/A im Australian War Memorial, Australien

Das Geschützrohr des 17-cm-mittleren Minenwerfer a/A war ein kurzes Rohr mit 64,2 cm Länge und der Kaliberlänge L/3,8. Nur das Geschützrohr hatte ein Gewicht von 124 kg und einen Verbrennungsraum von 758 ccm. Das Geschützrohr lag auf einer Rohrwiege und verfügte über eine Rohrrücklaufbremse. Mithilfe eines Handrades konnte das Geschütz auf eine Höhe zwischen 45 und 75 Winkelgrad eingestellt werden. Das seitliche Richten war zu beiden Seiten auf bis zu 20 Winkelgrad möglich. Wurde das Geschütz auf eine spezielle Bettung mit einer Drehscheibe montiert, so konnte es um 360 Winkelgrad gedreht werden.
Die Verschossene Munition hatte ein Gewicht von 54 kg. Die Granate hate eine Sprengladung von 17 kg, welche im späteren Verlauf des Krieges auf 13 kg verringert wurde. Mit einer Mündungsgeschwindigkeit von 87 m/s konnten die Granaten maximal 768 m weit gefeuert werden. Um den Minenwerfer bewegen zu können, wurde er auf eine spezielle Protze gepackt. Auf der Protze hatte das Geschütz ein Gewicht von 819 kg.
Die alten Minenwerfer wurden mit der Zeit angepasst und so modifiziert, dass sie ebenfalls ein verlängertes Geschützrohr erhielten. Dabei unterschied man in zwei Versionen. Der 17-cm-mittlere Minenwerfer 16a wurde dahingehend modifiziert, dass auf das alte Geschützrohr eine Verlängerung aufgeschraubt wurde. Beim 17-cm-mittleren Minenwerfer 16b wurde das Geschützrohr komplett ausgetauscht und der Minenwerfer erhielt ein Geschützrohr, welches 4 cm kürzer war als bei der neuen Variante.

### Neuer Art (n/A)

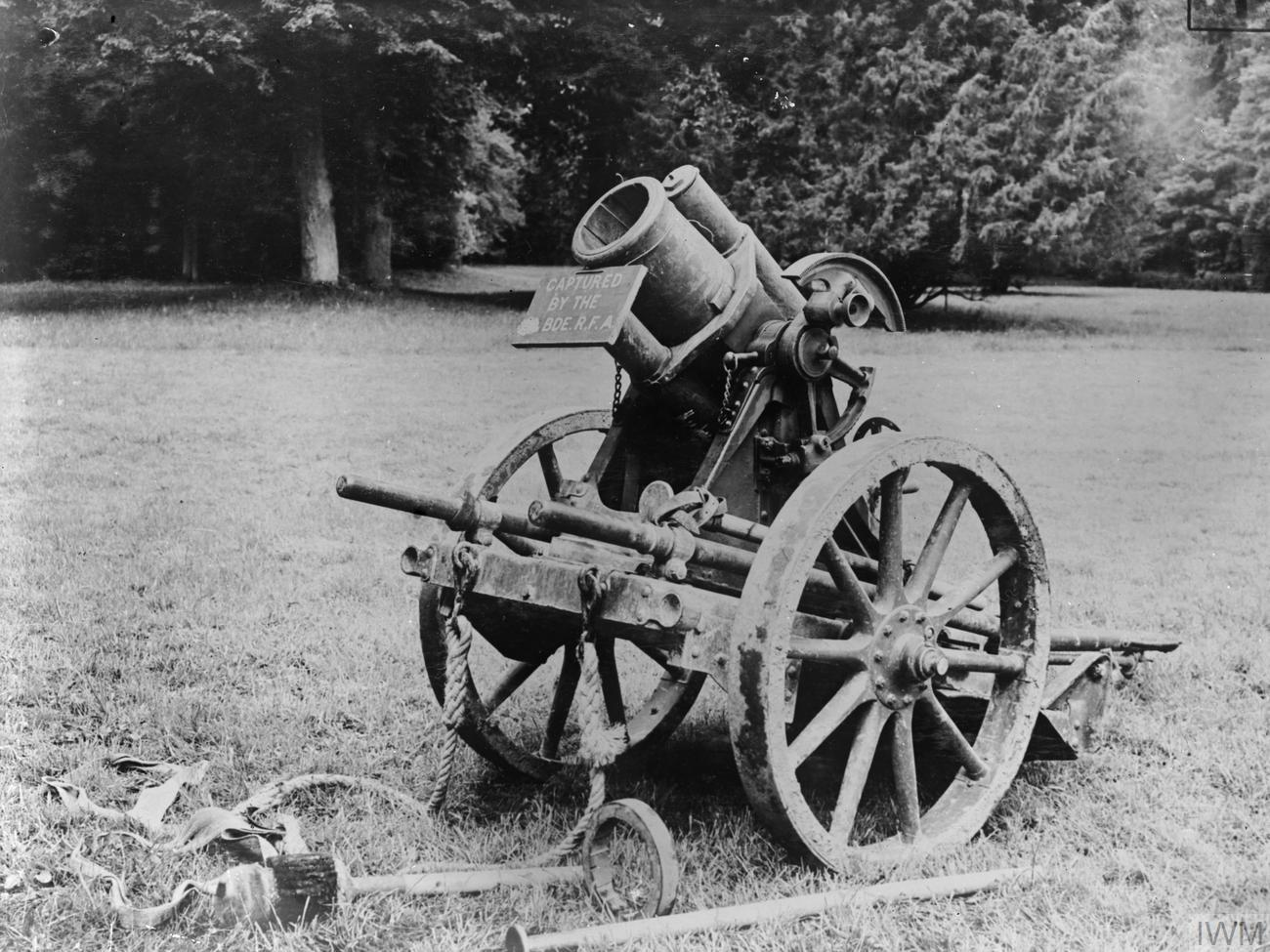
17-cm-mittleren Minenwerfer 16 auf Räderlafette

Die technischen Eigenschaften hatten sich, bis auf das Geschützrohr, zur alten Version nicht geändert. Das Geschützrohr des, mittlerweile benannt in 17-cm-mittleren Minenwerfer 16 wurde leicht verlängert um bessere ballistische Ergebnisse und eine höhere Reichweite zu erzielen. Das Geschützrohr hatte nun eine Länge von 77,2 cm und eine Kaliberlänge von L/4,5. Damit erhöhte sich auch das Gewicht des Rohres auf 150 kg und der Verbrennungsraum erhöhte sich auf 779 ccm.
Aufgrund des verlängerten Rohres erhöhte sich die Mündungsgeschwindigkeit auf 110 m/s. Dadurch war es möglich, die Granaten bis zu maximal 1,16 km weit zu feuern. Durch das verlängerte Rohr erhöhte sich das Gewicht des Minenwerfer um 61 kg auf 586 kg in der Feuerstellung.

## Einsatz
Bis 1914 waren 116 17-cm-mittlere Minenwerfer an die Truppen ausgeliefert worden. Einige wurden dabei von Pioniertruppen bei der Belagerung von Antwerpen eingesetzt. Vor allem für den Fronteinsatz bei Infanteriedivisionen vorgesehen, erhielten die Truppen den Minenwerfer für den Grabenkrieg im Westen und für die mobilen Operationen im Osten. Auch in den Alpen kamen sie zum Einsatz und wurden Abschnittsweise zu je vier Minenwerfern genutzt. Da sie als Angriffswaffe angesehen wurden, konnte sie unabhängig vom Divisionskommando von den Führern vor Ort eingesetzt werden. Dabei kamen sie zur Vorbereitung eines Angriffs, zum Beschuss von Defensivwerken oder zum ungezielten Beschuss der gegnerischen Stellungen zum Einsatz.
Nach dem Ende des Ersten Weltkrieges wurden viele der Minenwerfer an Lettland übergeben und in der dortigen Armee weiter eingesetzt.
Während des Überfall auf Polen im Jahr 1939 durch die Wehrmacht, wurden zwei letzte 17-cm-mittlere Minenwerfer 16 von der SS-Heimwehr Danzig eingesetzt.

## Verbleib
Heute sind mehrere Minenwerfer beider Ausführungen erhalten geblieben. Nachfolgend eine kleine Auflistung der Museen, in denen der Minenwerfer betrachtet werden kann.
- alte Ausführung (a/A)
  - Seriennummer: 1916 Rh.MF. Nr. 817 Monument Aux Morts des Armées de Champagne, Saint-Vran, Frankreich
  - Seriennummer: Nr. 1972, Stavely Centennial Park, Stavely, Alberta
  - Seriennummer: Nr. 2020, Artilleriemuseum Hämeenlinna, Finnland
  - Seriennummer: 1917 Rh.MF. Nr. 4490, Queensland Museum, Brisbane
  - Durham, Kanada

- neue Ausführung (n/A)
  - Seriennummer: 1917 Rh.MF. Nr. 5988, Perth Zoo, Australien
  - Seriennummer: 1917 Sächsische Maschinenfabrik Nr. 5184, Campbeltown Heritage Centre, Schottland
  - Seriennummer: 1917 Zwc. Nr. 4986, Berry, Australien
  - Seriennummer: 4980, District Council Service Center Roxburgh, Neuseeland

- nicht definiert
  - American Legion Hall in Auburn, Massachusetts
  - Australian War Memorial, Canberra
  - Falls Park, Pendleton, Indiana
  - Memorial Hall, Monson, Massachusetts
  - National Museum of the Marine Corps, Quantico, Virginia
  - Royal Canadian Artillery Museum, Manitoba
  - Royal Canadian Legion Branch, Harbour Grace, Neufundland
  - Wilbur Avenue, Cranston, Rhode Island